# 劇団かかし座
劇団かかし座（げきだんかかしざ）は、日本初の影絵の専門劇団。神奈川県横浜市都筑区に本部と稽古場を置く。「たくさんの人々の心に夢を育てたい」という思いで、影絵による総合パフォーマンスを国内のみならず海外にも発信している。影絵ビジュアルの企画制作と提供から、影絵劇の企画制作と上演（文化ホールや市民ホールなどの公立文化施設、小中学校や幼保こども園などの教育施設での演劇鑑賞会や芸術鑑賞会、観劇教室。国内外演劇フェスティヴァル等）に至るまで、影絵に関することならば幅広く対応している。
2017年4月-2018年3月の年間観劇者数は272,000人を記録した。これは人形劇の職業劇団としては全国第1位である（2016年度は260,000人）。

## 概要
1952年7月、鎌倉アカデミアの演劇サークル「小熊座」を母体として後藤泰隆が設立。
1953年、NHKの専属劇団となる。放送用の連続影絵劇を多数制作。
1959年2月、有限会社劇団かかし座となる。
1968年ごろから全国各地の幼稚園や小学校を巡る上演活動を開始。
1973年、『竹取物語』でモンテカルロ国際TV映画祭優秀作品受賞
1979年、後藤泰隆急逝。
1981年、後藤泰隆の長男・後藤圭が代表を務める。
2008年から2017年10月1日まで、岐阜県の下呂温泉合掌村にある、日本唯一の常設影絵劇場「影絵昔話館しらさぎ座」において、下呂の伝説や昔話を題材にした影絵劇の定期公演を行った。
2009年、キャスト4人の手影絵だけで1時間以上のステージをこなす「Hand Shadows ANIMARE」をドイツの国際影絵劇フェスティバルで初演。大きな反響を呼び、以降、毎年のように海外公演を行う。これまでに21カ国31都市で上演。
2011年、『魔法つかいのおとぎばなし』、社会保障審議会より特別推薦児童福祉文化財に選定
2012年、『宝島』、特別推薦児童福祉文化財に選定
2013年、「Hand Shadows ANIMARE」の舞台裏にカメラを向けたドキュメンタリー映画『影たちの祭り』（監督：大嶋拓）公開。
2019年、文化庁の「文化芸術による子供育成総合事業」に基づく巡回公演事業に選定される。
2020年代に入ると、新型コロナウイルス感染症の流行に伴い、公演中止が重なり資金繰りが悪化。クラウドファンディングで支援を募り公演を続けていたが、2025年4月16日、横浜地方裁判所から破産手続きの開始決定を受けた。負債額は約2億9700万円。
道具を使わず、手と体だけで多彩な動物の姿を作り出す「手影絵」を得意とし、ウサギ、フクロウ、リスなど100種類を超えるレパートリーを持つ。近年はテレビ、映画、出版などを通じて影絵のパフォーマンスを披露している。世界でも数少ないプロの影絵専門劇団のひとつ。

## おもな舞台作品
- マッチ売りの少女（1968年-）
- きかんしゃやえもん（1970年-）
- 安寿と厨子王（1977年-）
- イソップの宝（1982年-）
- 貧乏神福の神（1983年-）[12]
- 木彫りのオオカミ（1986年-）
- かさこじぞう/おこりじぞう（1986年-）
- 白雪姫（1989年-）
- 泣いたあかおに（1990年-）
- 黄金のかもしか（1991年-）[13]
- α博士の虹色手帳 -星新一ショートショートより５編-（1991年-）
- ミスターシャドウの仲間たち（1992年-）
- ニールスのふしぎな旅（1993年-）[14]
- 風がみていた物語 手ぶくろを買いに/おいの森とざる森、ぬすと森/大造じいさんと雁３本立作品（1996年-）
- お星さまの色えんぴつ（1996年-）
- ミスターシャドウPart3 アリーテ姫の冒険（1997年-2003年）
- ポケット劇場（1998年-）
- ジャングルブック（1999年-2004年）[13]
- つりばしゆらゆら（2000年-2003年）
- ケト°ぺカムイの槍（2001年-）
- みなみのうみのおとぎばなし（2003年-）
- 魔法の島（2003年-2006年）
- アラジンと魔法のランプ（2004年-）
- 長靴をはいたねこ（2005年-）[13]
- 星の王子さま（2005年-2016年）[14]
- かぐや姫（2007年-）[14]
- 三まいのおふだ（2007年-）
- 赤ずきん（2008年-）
- 三びきのこぶた（2008年-）[15]
- しらさぎ伝説/お美津ギツネ 影絵昔話館しらさぎ座 （2008年-）
- Hand Shadows ANIMARE（2009年-）[16]
- 力持ち小太郎　 影絵昔話館しらさぎ座 （2009年-）
- 孝子ヶ池  影絵昔話館しらさぎ座 （2010年-）
- 祖師野丸  影絵昔話館しらさぎ座 （2011年-）
- 八百比丘尼 影絵昔話館しらさぎ座 （2012年-）
- 宝島（2012年-）
- 魔法つかいのおとぎばなし（2012年-）[17]
- オズの魔法使い（2013年-）[18]
- 星新一のショートショートファンタジー（2016年-）
- ふしぎな時間もしもの国で-Once upon a Dreaming-（2017年-）
- 分福茶釜（2017年-）[19]
- お囃子かぐや姫 藤舎流お囃子方とのコラボレーション（2018年-）
- ごめんね、ありがとう！-るる島の秘密- 韓国の人形劇団ARTSTAGE SANとのコラボレーション作品（2019年-）
- Wonder Shadow Labo（遅くとも2019年）[20]
- 影絵女子（2019年）
- 正解は⁈正解は⁈ 狂言師茂山あきら氏とのコラボレーション作品（2019年）

## 製作した映像作品
- あわて床屋（1961年4-5月 みんなのうた）[21]
- 千代太郎子ども劇場（1976年4月3日[22]-81年）[23]
- キリスト　フルアニメーションによるシルエット映画（1985年）
- パンをふんだむすめ（脚色：北沢杏子）※詳細は関連項目参照
- やまなし 光村教育図書の教材 フルアニメーションによるシルエット映画（1989年）
- キジの儀式 風土舎共同制作 短編影絵映画（1992年）
- ゆらゆら　 みんなのうた 詞/曲：中島啓江（2013年）

## その他の参加作品
- テレビの旅（1959年）
- こんばんは21世紀（1964年4月12日）[24]
- アリババと40匹の盗賊（1971年。『東映まんがまつり』内で上映。ネズミのカジルが『アリババと40人の盗賊』を回想する場面に使用）[25]
- 映画『スウィートホーム』（1989年1月21日、東宝）
- RIP SLYME『GALAXY』PV フィンガーパフォーマンス（2004年）
- コブクロ『蕾』PV ハンドシャドウパフォーマンス（2007年）[26]
- 24時間テレビ 「愛は地球を救う」（2009年　手影絵パフォーマンスの構成演出と指導）
- ザ・クロマニヨンズ 『流線型/飛び乗れ!!ボニー!!』 PV ハンドシャドウパフォーマンス （2011年）
- 松本人志のコントMHK[27]
- さくら学院 公開授業「影絵の授業」（2018年1月14日、はまぎんホールヴィアマーレ。手影絵パフォーマンスの実演と指導。コブクロ『蕾』を使った実技指導を実施。講師は飯田周一）
- 欅坂46 3rd YEAR ANNIVERSARY (2019年5月9-11日、 日本武道館。ダンストラックシーンでのボディシルエットパフォーマンスの構成演出、指導を担当）
- 音楽ユニットangela のLIVE「angelaのミュージック・ワンダー☆大サーカス」(2019年12月30日、31日、LINE CUBE SHIBUYA(渋谷公会堂)にて新曲「君を許すように」手影絵パフォーマンスの演出、出演。他3曲にもダンサーとして出演。
- にっぽんの芸能「親子でたのしむ和の音色」（2021年5月7日、NHK Eテレ）[28]

## 挿絵
- ブエモン村長のかげぼうず（文：なおえみずほ、1970年、学習研究社、『3年の学習 読み物特集号』）[29][30]